# 屈西 (默兹省)
屈西（法語：Cuisy，法語發音：[kɥizi] ⓘ）是法国默兹省的一个市镇，属于凡尔登区。

## 地理
屈西（49°16'4"N, 5°10'43"E）面积5.56 平方千米，位于法国大東部大區默兹省，该省份为法国西北部内陆省份，北与比利时接壤，西接马恩省和阿登省，南至上马恩省和孚日省，东临默尔特-摩泽尔省。
与屈西接壤的市镇（或旧市镇、城区）包括：贝坦库尔、热尔库尔和德里朗库尔、马朗库尔、阿戈讷地区蒙福孔、塞普特萨尔热。
屈西的时区为UTC+01:00、UTC+02:00（夏令时）。

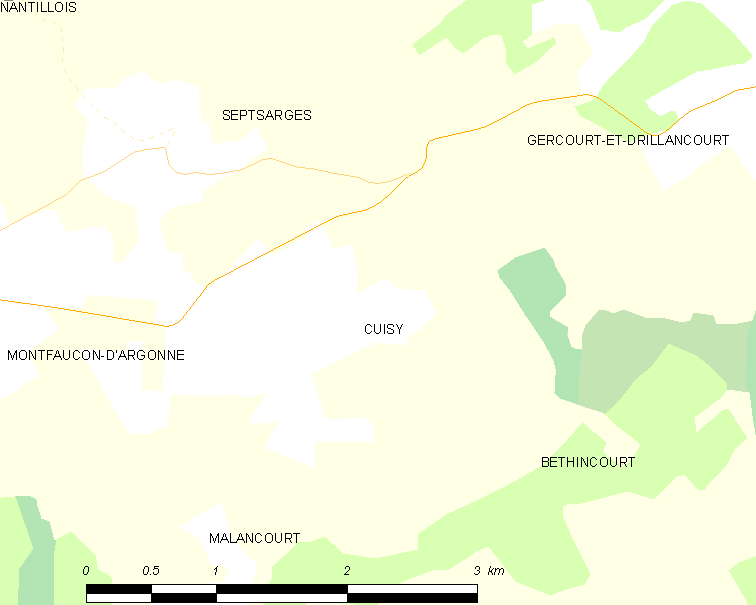
屈西的OSM定位图

## 行政
屈西的邮政编码为55270，INSEE市镇编码为55137。

## 政治
屈西所属的省级选区为阿戈讷地区克莱蒙县。

## 人口

1962-2008年间屈西人口变化图示

屈西于2022年1月1日时的人口数量为48人。